# Club Deportivo Español (Veneçuela)
El Club Deportivo Español fou un club de futbol veneçolà de la ciutat de Caracas.
Va ser fundat el 1932 i jugava de verd i blanc.

## Palmarès
- Lliga veneçolana de futbol:[3]
  - 1946, 1959